# Fiat Seicento
Fiat Seicento je malý městský automobil vyráběný italskou automobilkou Fiat. Představen byl roku 1997 jako náhrada Fiatu Cinquecento, od kterého se lišil jen pár detaily, například větším rozvorem náprav a pozměněným designem. Podvozek a motor zůstaly zachovány, stejně jako výrobní továrna Fiatu v Bílsku-Bělé, Polsko, ze které vyjížděl již Fiat 126 a Fiat Cinquecento. V letech 1998–2004 zde bylo vyrobeno 1,1 milionů těchto vozů.

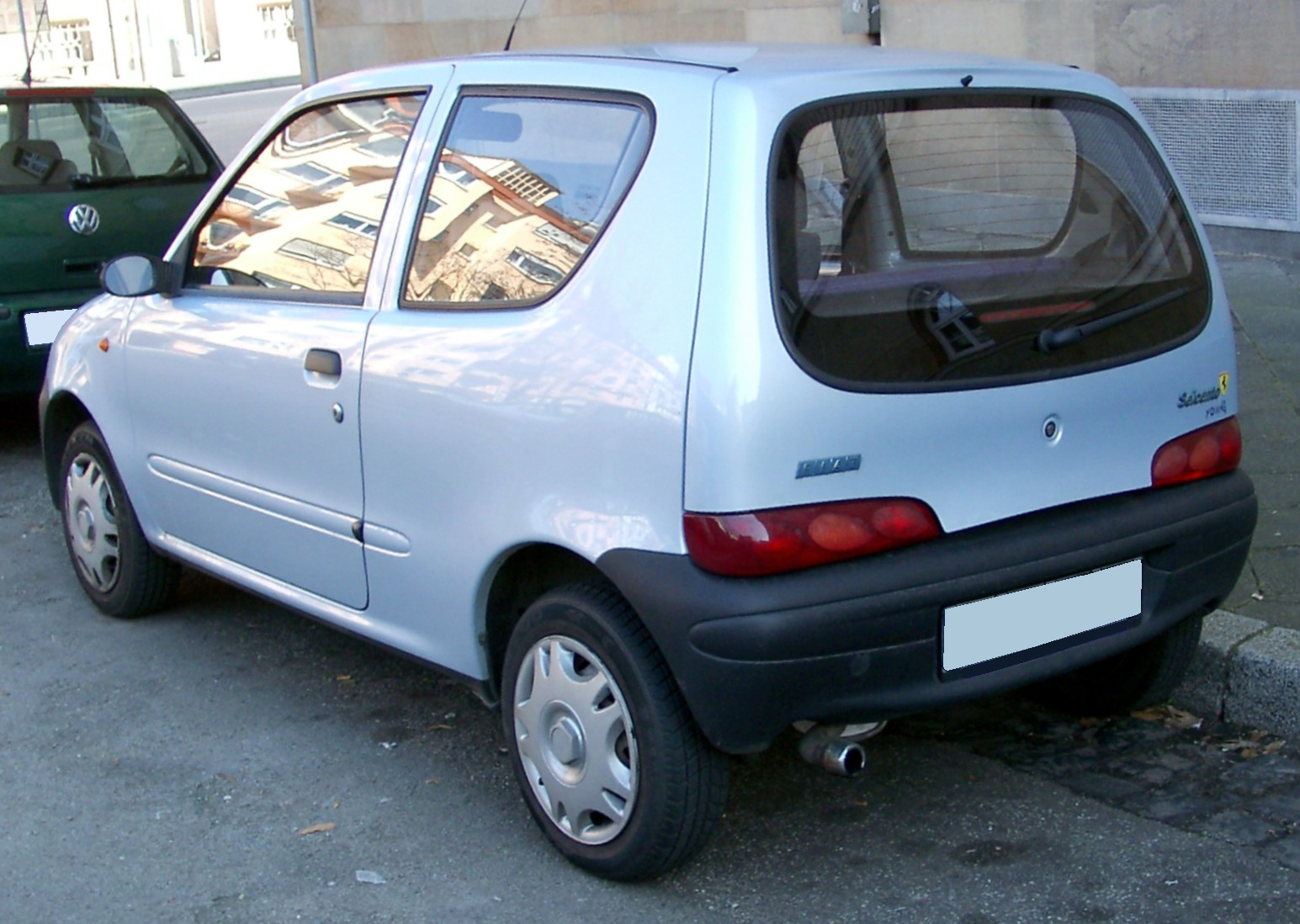
Fiat Seicento zezadu

## Výsledek v testu Euro NCAP
V nárazových testech Euro NCAP bylo Fiatu Seicento uděleny 3 hvězdičky, což z něj činilo nejméně bezpečný automobil na tehdejším trhu. Nebylo to překvapující, protože Seicento vycházelo z Cinquecenta koncipovaného roku 1991, kdy se ještě žádné nárazové testy neprováděly

## Popis

### Výbava
Při zahájení prodeje bylo Seicento dostupné ve třech úrovních výbavy; základní 'S' s černými nárazníky, spartánským interiérem a italským motorem o objemu 899 cm³, dále verze SX, která byla vybavena barevnými nárazníky, centrálním zamykáním, elektrickými okny a posuvnou střechou a nakonec verze Sporting vybavená silnějším FIRE motorem, ochranným rámem, 14" hliníkovými koly, sportovními sedadly a bodykitem.

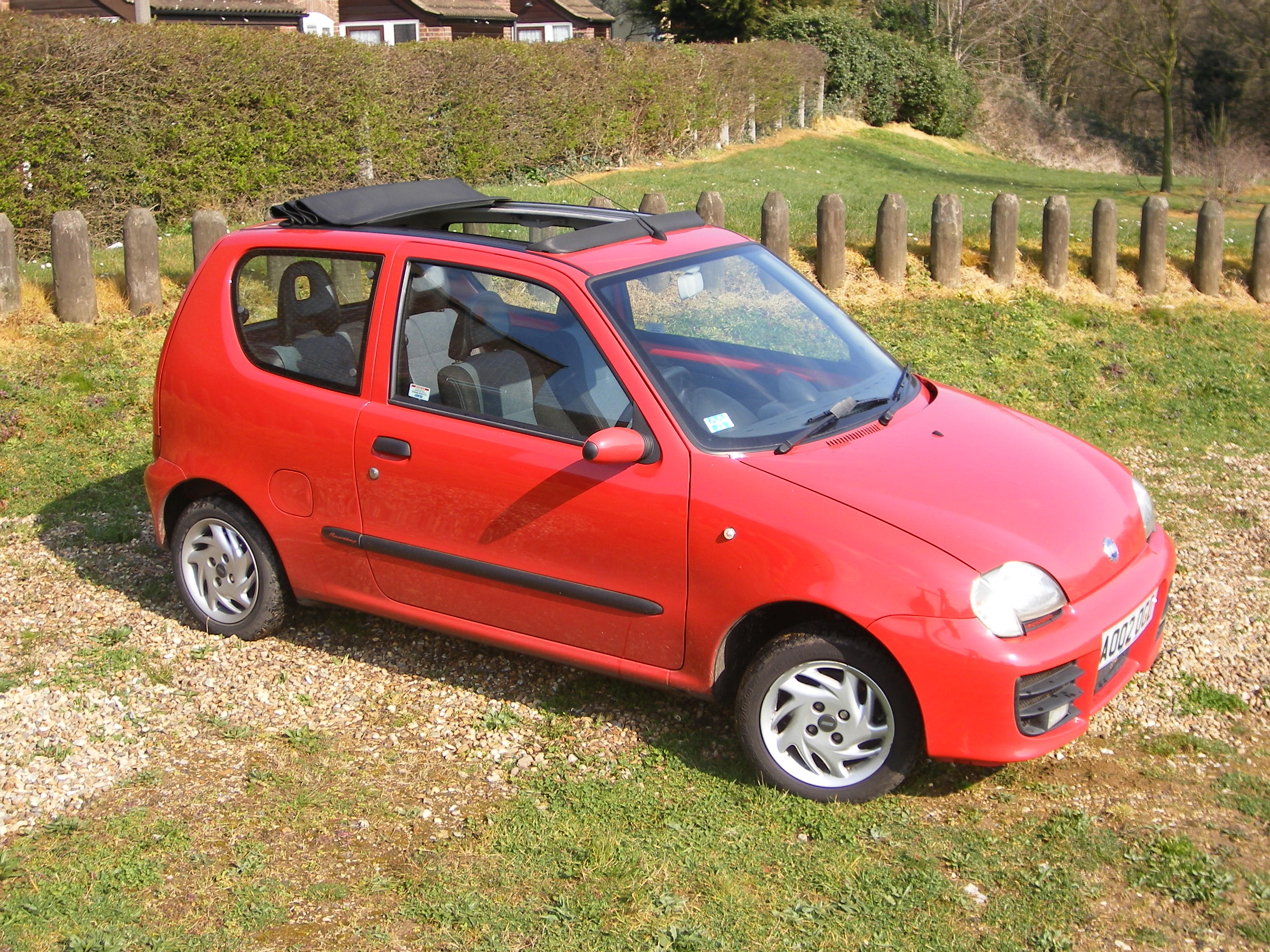
Fiat Seicento Sporting

Roku 1999 vznikly nové edice Suite (vybavena klimatizací) a Soleil (vybavena elektricky stahovanou střechou).
Roku 2001 dostala verze Sporting přepracovaný bodykit. Nově byly všechny veze standardně vybaveny systémem ABS. Vznikla nová edice 'Michael Schumacher' se sportovním designem na oslavu vítězství Michaela Schumachera ve Formuli 1.
Roku 2004 byla ukončena výroba modelů s řízením napravo. Ukončen prodej v ČR, který byl završen v roce 2005 sérií 150 vozů za cenu 159 000 Kč, což byla tehdy nejatraktivnější cena nového vozu na českém trhu. Výroba modelů s řízením nalevo dále pokračovala až do května 2010 a prošla drobným faceliftem – vznikl nový design ráfků.

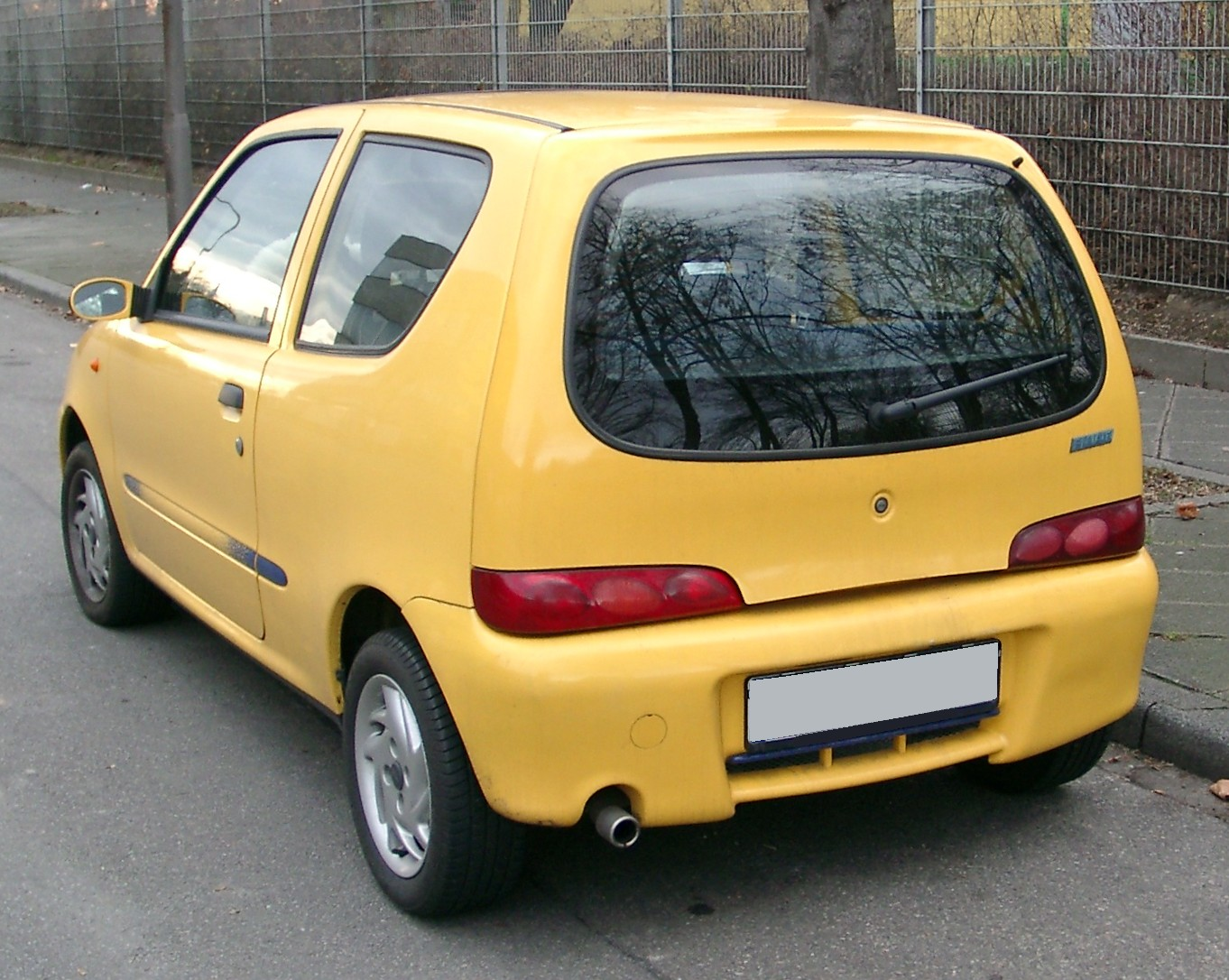
Fiat Seicento Sporting zezadu

Roku 2005 byl název Seicento změněn na číselné označení 600 a byly provedeny drobné změny na přídi a v interiéru. Tato změna označení a malé retuše byly jakýmsi připomenutím 50. výročí od zahájení výroby legendárního Fiatu 600. Slovo Seicento totiž v italštině znamená právě číslovku 600.

### Motory
Seicento bylo nabízeno se dvěma motory: se starým agregátem 899 cm³ OHV (29 kW / 40 k) – motor používaný prvně v modelech S a SX (stažen z prodeje na západoevropských trzích v důsledku emisních předpisů) a 1108 cm³ FIRE (40 kW / 54 k použit u veze Sporting). Dále byla nabízena verze s elektrickým motorem (30 kW / 41 k). Od roku 2007 do ledna 2010 byl k dostání i s motorem 1242 cm³ (51 kW / 69 k), který byl primárně určen pro retro vozítko – nový Fiat 500.

### Tuning
Německy tuner Novitec vylepšil Fiat Seicento – Přidáním turbodmychadla a šestirychlostní převodovky dokázal vydolovat 101 k (74 kW) ze 1242 cm³ FIRE motoru.

### Následník
Ačkoliv měl Seicento nahradit Fiat Panda II už v roce 2003, nahrazen byl Fiat Seicento v podstatě až v červenci 2007 modelem Fiat 500. Ovšem výroba Seicenta, resp. 600 i tak pokračovala v Polsku až do května 2010.